# Тайбер, Антон
Антон Тайбер (нем. Anton Teyber; крещён 8 сентября 1756 — 18 ноября 1822) — австрийский композитор. Сын скрипача Маттеуса Тайбера, брат певиц Элизабет Тайбер и Терезы Тайбер и органиста Франца Тайбера, отец пианистки и композитора Элеоноры Тайбер.
Учился у своего отца, затем до 1775 г. в Болонье у падре Мартини. Гастролировал, аккомпанируя своей сестре Элизабет, по Италии, Испании, Португалии, Германии и России. Вернулся в Вену, в 1787—1792 гг. был придворным органистом в Дрездене. Затем снова вернулся в Вену и поступил в придворный оркестр клавесинистом, а также ассистентом его руководителя Антонио Сальери. В 1793 г. назначен придворным композитором на место умершего Вольфгангом Амадеем Моцарта и занимал этот пост до самой смерти. Помимо прочих обязанностей, учил музыке императорских детей.
Дружеские отношения с Моцартом с ранних лет связывали, поскольку дружили семьями ещё их отцы, Маттеус Тайбер и Леопольд Моцарт. В 1789 г. в Дрездене Тайбер исполнил партию скрипки в премьере струнного трио Моцарта (K. 563), сам Моцарт играл на альте. Собственная музыка Тайбера близка к моцартовской, а в Первом концерте для валторны с оркестром он даже цитирует Квинтет Моцарта KV 407. Среди произведений Тайбера — Торжественная месса до минор (1819) по случаю назначения его бывшего ученика и последующего покровителя эрцгерцога Рудольфа архиепископом Ольмюца, оратории «Иоас, царь Иудейский» (итал. Gioas, rè di Giuda; 1786, текст Метастазио) и «Страсти Иисуса Христа» (итал. La passione di Gesù Cristo; 1805), 11 месс, 36 симфоний, 45 квартетов и т. д.